# 헤이룽장 텔레비전
헤이룽장 텔레비전(黑龙江电视台)은 중화인민공화국 헤이룽장성에 위치한 텔레비전 방송국이다.
헤이룽장 텔레비전은 1958년 12월 20일에 개국하였으며, 중국에서 초기에 설립된 세 개의 텔레비전 방송국 중 하나였다. 개국 당시에는 “하얼빈 방송(哈尔滨电台)”이라고 불렀다. 1978년 8월 1일에 현재의 이름이 되었다. 1981년 9월 28일에는 컬러 텔레비전 방송을 실시하였다.
2015년 1월 28일에 흑룡강인민방송과 합병함으로 헤이룽장 방송국(黑龙江广播电视台)이 설립되었다.
헤이룽장 TV는 10여개의 텔레비전 채널을 갖추고 있으며, 5 백만 여명의 시청자를 보유하고 있다. 헤이룽장 방송국의 텔레비전과 라디오는 롱 타(龙塔, Dragon Tower)에서 수신되고 있다.

## 채널 정보

### 텔레비전 채널
- 黑龙江卫视 (HLJTV-1, 헤이룽장 위성 텔레비전, 1997년 10월 16일에 AsiaSat 2 위성을 통한 위성 방송을 시작하였고, 1999년 6월 28일 24시간 종일 방송을 실시하였다.)
- 黑龙江影视 (HLJTV-2, 드라마 채널, 1987년 6월 28일에 개국하였으며 당시에는 헤이룽장 TV 2(黑龙江电视二台)라고 불렀다.)
- 龙视文体频道 (HLJTV-3, 예술 채널)
- 龙视都市频道 (HLJTV-4, 도시 채널, 이전명 여성 전문 채널（女性频道）)
- 龙视新闻法治频道 (HLJTV-5, 뉴스 채널, 이전명 법률 채널（法制频道）)
- 龙视公共·农业频道 (HLJTV-6, 공공 채널, 2002년 7우러 1일 개국)
- 龙视第七频道 (HLJTV-7, 제7 채널, 이전명 어린이 채널（少儿频道）, 어린이 채널과 경제 채널(经济频道), 동방 쇼핑 채널(东方购物频道)이 포함된 채널.)
- 龙视导视频道 (HLJTV-8, 가이드 채널)
- 龙视考试频道 (HLJTV-9, 시험 교육 채널, 2012년 2월 27일 개국)
- 精彩导视 (HLJTV-10)

## 같이 보기
- 롱 타
- 흑룡강인민방송
- 흑룡강조선어방송국